# Crkva Uznesenja BDM u Kreševu i Katunima
Crkva Uznesenja Blažene Djevice Marije je rimokatolička crkva u Hrvatskoj, u općini Šestanovac. Ova crkva posvećena Uznesenju BDM nalazi se u središtu mjesnog groblja, na granici sela Kreševa i Katuna. Granica dvaju sela ide preko crkve, od spomen-ploče hrvatskom kralju Tomislavu o tisućgodišnjici krunjenja 1925., preko mjesnog groblja (čematorija) prema brdu.

## Povijest
Ovo je stara župna crkva. Kontinuitet crkve je neprekinut punih poldrug tisućljeća, što svjedoči o neprekinutoj prisutnosti kršćanstva na prostoru Radobilje. Današnja građevina datira iz početka 18. stoljeća. Izgrađena je na mjestu starokršćanske crkve i starohrvatske crkve iz 9. stoljeća.

## Karakteristike
Zvonik je na preslicu. Ima jedan brod. Svetište je duboko položeno. Ispred crkve je komad stećka, a na vratima natpis na arvatici.
Osmanska vladavina u župi Radobilji završila je 1715. godine, a najstarije župne knjige datiraju i od prije te godine. Vođene su na hrvatskom pismu, arvatici.
Crkva Uznesenja Blažene Djevice Marije stara je župna crkva mjesta Katuni-Kreševo. Jednobrodna je građevina, pravokutnog tlocrta s pravokutnom apsidom, orijentirana istok-zapad i naknadno dodanom kapelom na sjevernoj strani. Obnovljena je 1722. godine na mjestu starokršćanske i srednjovjekovne crkve. Na crkvi se radilo tijekom cijelog 18. stoljeća, a pri njenoj izgradnji koristio se materijal starije crkve kao i dijelovi stećaka koji su uzidani u njene temelje. Svetište crkve je oslikano, sačuvan je glavni oltar i tri bočna te velika slika F. Naldija iz 18. stoljeća. I inventar sakralnih predmeta također je zaštićeno kulturno dobro.

## Zaštita
Pod oznakom Z-4460 zavedena je kao nepokretno kulturno dobro - pojedinačno, pravna statusa zaštićena kulturnog dobra, klasificirano kao profana graditeljska baština.